# Marzi
Pour les articles homonymes, voir Marzi (homonymie).
Marzi est une commune de la province de Cosenza, dans la région de Calabre, en Italie.

## Administration
| Période                                  | Période | Identité       | Étiquette         | Qualité |
| ---------------------------------------- | ------- | -------------- | ----------------- | ------- |
| 6 mai 2012                               |         | Rodolfo Aiello | Marzi democratica |         |
| Les données manquantes sont à compléter. |         |                |                   |         |

### Communes limitrophes
Belsito, Carpanzano, Colosimi, Parenti, Paterno Calabro, Rogliano, Santo Stefano di Rogliano.

## Personnalités nées à Marzi
- Mauro Fiore
- Eugenio Tano